# Distrito electoral de Jefferson (condado de Richardson, Nebraska)
Jefferson (en inglés: Jefferson Precinct) es un distrito electoral ubicado en el condado de Richardson en el estado estadounidense de Nebraska. En el Censo de 2010 tenía una población de 191 habitantes y una densidad poblacional de 2,46 personas por km².

## Geografía
Jefferson se encuentra ubicado en las coordenadas 40°2′26″N 95°30′30″O / 40.04056, -95.50833. Según la Oficina del Censo de los Estados Unidos, Jefferson tiene una superficie total de 77.69 km², de la cual 77.67 km² corresponden a tierra firme y (0.03%) 0.02 km² es agua.

## Demografía
Según el censo de 2010, había 191 personas residiendo en Jefferson. La densidad de población era de 2,46 hab./km². De los 191 habitantes, Jefferson estaba compuesto por el 87.43% blancos, el 0% eran afroamericanos, el 12.04% eran amerindios, el 0% eran asiáticos, el 0% eran isleños del Pacífico, el 0% eran de otras razas y el 0.52% pertenecían a dos o más razas. Del total de la población el 0.52% eran hispanos o latinos de cualquier raza.